# 17928 Neuwirth
A 17928 Neuwirth (ideiglenes jelöléssel 1999 GJ21) a Naprendszer kisbolygóövében található aszteroida. A LINEAR projekt keretében fedezték fel 1999. április 15-én.